# Щёлковская организованная преступная группировка
Щёлковская организованная преступная группировка  — мощная ОПГ,  действовавшая в период с середины 1990-х по начало 2000-х годов. Группировка базировалась в районе Щёлково Московской области и была известна из-за совершения многих убийств.

## Создание группировки
Щёлковскую группировку основал криминальный авторитет Александр Матусов по кличке Басмач. В начале 1990-х годов он входил в Измайловскую ОПГ, а затем решил создать собственную группировку. Костяк Щёлковской ОПГ составили жители поселка Биокомбинат Щёлковского района Подмосковья, где находился и дом самого Басмача. В частности, в руководство новой группировки вошли  Павел Бондарцков по кличке Болдарис и ранее судимый Игорь Рожнев по кличке Пегас.

## Деятельность группировки
Щёлковская ОПГ сразу попытались взять под свой контроль ряд коммерческих структур Щёлковского района, из-за чего у них возникли конфликты с другими представителями организованной преступности. «Щёлковские» предпочитали не вести переговоры с конкурентами, а убивать их. Фактически ОПГ стала негласным хозяином поселка Биокомбинат — её участников там боялись даже милиционеры и чиновники. Кроме того, участники ОПГ занимались вымогательствами и разбойными нападениями и в соседних районах. 17 ноября 1996 года «щёлковские» совершили одно из самых известных своих преступлений.

### Бойня в поселке Свердловский
17 ноября 1996 года в ресторане в поселке Свердловский Щёлковского района Московской области собрались четыре участника группировки, конкурентной «щёлковским» — Аксенов, Каширский, Пархоменко и Зарубин. Их заметил зашедший в кафе участник Щёлковской ОПГ Бразников, который тут же известил о встрече своего начальника Бондарцкова. Тот начал собирать бойцов своей группировки, и вскоре к кафе съехалось больше десяти «щёлковских», вооруженных автоматами, пистолетами и ножами. Они не стали врываться в ресторан, а разместились в автомобилях у двери, дожидаясь появления своих врагов.
Первым на улицу вышел Пархоменко. Двое «щёлковских» сбили его с ног, оттащили за здание кафе, где застрелили из пистолета. Друзья погибшего ничего не заметили. Вскоре из ресторана вышел Каширский. «Щёлковские» затолкали его в автомобиль, вывезли на пустырь, где Каширского задушили, а тело закопали. В это время другие участники ОПГ во главе с Бондарцковым продолжали дежурить у кафе. Когда на улицу вышли Аксенов и Зарубин, Болдарис ударил кулаком в лицо Аксенова, сбил его с ног, после чего другие бандиты принялись наносить ему удары ножом в спину. Воспользовавшись моментом, Зарубин запрыгнул в автомобиль «Мерседес» и попытался уехать. Однако в салон машины проник Болдарис и принялся избивать Зарубина. Несмотря на это, автомобиль продолжал движение. Это заметили находившиеся неподалеку в автомобиле бойцы Щёлковской ОПГ Нурмеев и Коротыч. Первый направил свою машину на таран «Мерседеса», а второй, прямо с заднего сиденья, открыл шквальный огонь из автомата по «Мерседесу». Из-за того, что стекла иномарки были тонированными, «щёлковские» не видели, что в салоне находится и Болдарис.
В этот момент Аксенову удалось оказать сопротивление нападавшим, после чего он бросился бежать. Мальков несколько раз выстрелил ему вслед из пистолета, ранив в спину. В это время автомобиль под управлением Нурмеева протаранил «Мерседес». Мальков тут же подбежал к иномарке и открыл по ней огонь из пистолета. Несмотря на то, что «Мерседес» оказался полностью изрешечен после обстрела из автомата и пистолета (нападавшие выпустили все патроны из обойм), находившиеся внутри Бондарцков и Зарубин ранений не получили и продолжали свою схватку.
Всего побоище продолжалось почти час, пока к месту происшествия с включенными «мигалками» не стали подъезжать милицейские автомобили. Заслышав сирены, «щёлковские» скрылись.
Зарубин после случившегося был взят под охрану, но он категорически отказывался называть имена нападавших. Рассказать о тех, кто совершил покушение, согласился выживший Аксенов, но его допрос отложили. Бандит получил тяжелые ранения и был помещен в реанимацию одной из местных больниц. Узнав об этом, Болдарис дал приказ добить жертву. Один из врачей больницы был знаком с участниками Щёлковской ОПГ, он рассказал о том, где находится Аксенов и как его охраняют (милиционеры дежурили только у дверей палаты). 18 ноября доктор провел на территорию больницы Бразникова, Данилова и Рожнева. Пегас с улицы забрался на подоконник окна реанимационного отделения (оно находилось на первом этаже здания) и через открытую форточку три раза выстрелил Аксенову в голову из пистолета с глушителем. От полученных ранений Аксенов скончался.

### Сотрудничество с Кингисеппской преступной группировкой
Вскоре Щёлковская группировка стала известна в криминальном мире как одна из самых жестоких, и к её лидеру начали обращаться с заказами на убийство или похищение бизнесменов или криминальных авторитетов.  Щёлковские брались практически за любой подобный заказ. Киллеры группировки совершали убийства  преимущественно в Москве и Подмосковье, также они исполняли заказы в других регионах России, в частности, в Тульской области, Дагестане, Санкт-Петербурге и Ленинградской области.
С криминальными авторитетами Ленинградской области у «щёлковских» сложились наиболее дружественные отношения. В частности, они постоянно общались с участниками Кингисеппской преступной группировки и её лидером Сергеем Финагиным. «Кингисеппские» вместе со «щёлковскими» стали вести совместный криминальный бизнес. Доходило до того, что киллеры этих двух группировок обменивались заказами на убийство, выполняли различную работу друг для друга. В то время, когда бандиты были свободны от исполнения заказных убийств, они занимались похищениями бизнесменов и даже криминальных авторитетов. Жертв чаще всего подыскивали «кингисеппские», они же брали людей в заложники. Иногда их просто похищали на улицах, заталкивая в автомобиль и увозя, в других случаях бандиты останавливали автомобили с предпринимателями или криминальными авторитетами под видом сотрудников милиции. Когда «щёлковским» надо было устранить или похитить кого-то в Санкт-Петербурге или Ленинградской области, они обращались к «кингисеппским». А когда последние выезжали совершать преступления в Москву, им на помощь приходили «щёлковские». В частности, боевики Кингисеппской ОПГ Игорь Поваренных и Александр Иванов несколько раз похищали бизнесменов и криминальных авторитетов, потом передавали их в руки «щёлковских», те их убивали, а трупы закапывали в Подмосковье.
Всего «щёлковские» в период с середины 1990-х  до начала 2000-х годов совершили около 60 убийств, в том числе конкурентов из криминального мира и участников своей группировки. На счету «щёлковских» было много и резонансных убийств бизнесменов.
В 2002 году «кингисеппским» поступил заказ на убийство учредителя АО «Башнефть» Юрия Бушева. «Кингисеппские» привлекли для операции «щёлковских». Игорь Рожнев и ещё один участник ОПГ Алексей Куликов приготовили взрывное устройство на основе мины МОН-50. Однако когда Куликов 5 июля 2002 года в Москве стал закладывать бомбу в багажник автомобиля, она неожиданно сработала и Куликов погиб на месте.
Следующую попытку убить Бушева бандиты предприняли осенью 2004 года. Тогда в столицу для исполнения убийства приехал один из участников Кингисеппской ОПГ, бывший офицер-подводник Александр Пуманэ. В его автомобиле была спрятана бомба на основе все той же мины МОН-50. Однако он был задержан патрульными милиционерами, которые во время допроса  забили его до смерти. После этого случая правоохранительные органы и вышли на след Кингисеппской ОПГ. Большинство её участников установили сотрудники Московского уголовного розыска. Однако про «щёлковских» им тогда ещё ничего известно не было. Группировка Басмача строго соблюдала конспирацию и более 10 лет оставалась неуязвимой для правоохранительных органов.

## Конец ОПГ
Весной 2006 года в УБОП Москвы обратился бизнесмен, который сообщил, что пострадал от действий Щёлковской группировки. Он был должен Рожневу крупную сумму денег, но вовремя отдать не смог. Тогда Игорь Рожнев и Олег Ракчеев напали на бизнесмена прямо в его квартире, похитили его и привезли в дом, расположенный в деревне Райки Щёлковского района. Там бандиты избивали пленника бейсбольной битой, а потом заявили ему, что в любом случае убьют его. Через несколько дней Пегас и Ракчеев уехали по своим делам, а бизнесмен сумел убедить охранявших его бандитов снять наручники. Дождавшись, когда охранники уснут, он сбежал и сразу направился в УБОП. В итоге Игорь Рожнев был объявлен в федеральный розыск.
В 2009 году СКП РФ возбудил уголовное дело в отношении участников Щёлковской группировки. Лидеру ОПГ Матусову удалось скрыться, когда оперативники стали проводить задержания участников группировки. СКП РФ объявило Матусова в федеральный розыск.
Осенью 2011 года был вынесен приговор пятерым участникам группировки — Бразникову, Данилову, Малькову, Коротычу, Нурмееву, а также двоим лидерам — Павлу Бондарцкову и Игорю Рожневу. Присяжные Мособлсуда признали всех подсудимых виновными в трех убийствах, покушении на убийство, незаконном хранении оружия и других преступлениях. Несмотря на то, что им инкриминировали ещё статьи старого УК РСФСР, по которому срок давности за убийство был предусмотрен в 15 лет, суд не счел возможным освободить «щёлковских» от наказания, потому что по УК РСФСР за содеянное бандитам полагается смертная казнь, а в таких случаях срок давности не действует. В итоге Бондарцков был приговорен к 19 годам колонии строгого режима, Рожнев — к 15 годам лишения свободы. Остальных участников группировки суд приговорил к тюремным срокам от 7 до 14 лет. Адвокаты подсудимых обжаловали решение в Верховном суде, который позже смягчили приговор: Болдарису — до 15 лет, Рожневу — до 14 лет (всего он проведет в колонии 21 год, так как ранее был осужден по делу Кингесеппской ОПГ), другим участникам группировки — до сроков от 9 до 10 лет. Нурмеев получил шесть лет лишения свободы условно.
В июне 2014 года в Таиланде был задержан Александр Матусов и в том же году экстрадирован в Россию, где был взят под стражу. Однако суд присяжных оправдал Матусова и на основании этого вердикта Московский областной суд в июле 2017 года вынес Матусову оправдательный приговор.